# Ратмалана (підрозділ окружного секретаріату)
Підрозділ окружного секретаріату Ратмалана — підрозділ окружного секретаріату округу Коломбо, Західна провінція, Шрі-Ланка. Складається з 13 Грама Ніладхарі.